# Jarzinho Malanga
 (août 2025).
Pour les articles homonymes, voir Malanga.
Jarzinho Malanga, né le 10 juillet 2006 en Allemagne, est un footballeur allemand qui évolue au poste de milieu offensif au VfB Stuttgart.

## Biographie

### En club
Né en Allemagne, Jarzinho Malanga commence le football au MFC 02 Phönix avant d'être formé par le SV Waldhof Mannheim jusqu'en 2018, où il rejoint le TSG Hoffenheim. Après deux ans à Hoffenheim il fait son retour au SV Waldhof Mannheim avant d'intégrer le centre de formation du VfB Stuttgart en 2022, où il poursuit sa formation.

### En sélection
En mai 2023, il est retenu avec les moins de 17 ans par le sélectionneur Christian Wück (en) afin de participer au Championnat d'Europe.
L'Allemagne atteint la finale de la compétition après sa victoire face à la Pologne le 30 mai 2023 (3-5 score final). Durant cette demi-finale il est notamment l'auteur d'un but et d'une passe décisive. Son équipe s'impose en finale face à la France après une séance de tirs au but, le 2 juin 2023.

## Vie privée
Jarzinho Malanga est né en Allemagne d'une mère née au Sénégal d'origine allemande et malienne, et d'un père d'origine angolaise malagasy né au Brésil. Il a deux frères aînés.

## Palmarès
Allemagne -17 ans
- Championnat d'Europe -17 ans
  - Vainqueur : 2023